# Lecco Calcio 1997-1998
Questa pagina raccoglie le informazioni riguardanti il Lecco Calcio nelle competizioni ufficiali della stagione 1997-1998.

## Stagione
Nella stagione 1997-1998 il Lecco disputa il girone A del campionato di Serie C1, piazzandosi in settima posizione di classifica con 43 punti. Il torneo è stato vinto con 67 punti dal Cesena che ha ottenuto la promozione diretta in Serie B, accompagnato dalla Cremonese che ha vinto i playoff. L'allenatore scelto per questa stagione dei blucelesti è Adriano Cadregari. Grazie a lui si gioca un buon calcio in riva al Lario, gli spettatori sono contenti, restano indelebili le vittorie in trasferta nel derby con il Como (1-3) e di Modena (1-2) con i blucelesti che hanno terminato in nove, con un rigore parato. Si chiude il girone di andata con 25 punti, alle spalle delle grandi. Poi nel girone di ritorno ci sono risultati alterni, il Lecco sembra ormai rilassato, si concentra solo sul mantenimento della categoria. Nella Coppa Italia di Serie C il Lecco disputa il girone B, che viene vinto dal Varese, proprio davanti ai lariani.

## Rosa
| N. |                   | Ruolo | Calciatore          |
| -- | ----------------- | ----- | ------------------- |
|    | Italia (bandiera) | C     | Gioacchino Adamo    |
|    | Italia (bandiera) | C     | Riccardo Allegretti |
|    | Italia (bandiera) | C     | Antonio Amita       |
|    | Italia (bandiera) | C     | Stefano Archetti    |
|    | Italia (bandiera) | A     | Roberto Bonazzi     |
|    | Italia (bandiera) | A     | Luca Campistri      |
|    | Italia (bandiera) | P     | Daniele Cantini     |
|    | Italia (bandiera) | C     | Alberto Colombo     |
|    | Italia (bandiera) | P     | Nello Cusin         |
|    | Italia (bandiera) | C     | Oscar Damiani       |
|    | Italia (bandiera) | D     | Donatello Gasparini |
|    | Italia (bandiera) | D     | Cristiano Giaretta  |
|    | Italia (bandiera) | A     | Christian Guatteo   |

| N. |                   | Ruolo | Calciatore         |
| -- | ----------------- | ----- | ------------------ |
|    | Italia (bandiera) | D     | Lorenzo Marconi    |
|    | Italia (bandiera) | C     | Egidio Mazzina     |
|    | Italia (bandiera) | P     | Maurizio Monguzzi  |
|    | Italia (bandiera) | D     | Massimo Oddo       |
|    | Italia (bandiera) | C     | Antonio Orlando    |
|    | Italia (bandiera) | P     | Diego Pulici       |
|    | Italia (bandiera) | A     | Maurizio Sala      |
|    | Italia (bandiera) | A     | Luca Saudati       |
|    | Italia (bandiera) | C     | Pasquale Sensibile |
|    | Italia (bandiera) | C     | Claudio Sesti      |
|    | Italia (bandiera) | D     | Matteo Sogliani    |
|    | Italia (bandiera) | C     | Stefano Tagliani   |
|    | Italia (bandiera) | D     | Denis Zanardo      |

## Risultati

### Campionato

#### Girone di andata
| Saronno 31 agosto 1997 1ª giornata | Saronno           | 0 – 0 | Lecco | Stadio Colombo-Gianetti\| Arbitro: \| Saccani (Mantova) \| |
| Arbitro:                           | Saccani (Mantova) |       |       |                                                            |

| Arbitro: | Cicoianni (Ascoli Piceno) |

|            |           |  |
| Zanardo 9’ | Marcatori |  |

| Alzano Lombardo 14 settembre 1997 3ª giornata | Alzano Virescit      | 0 – 0 | Lecco | Stadio Carillo Pesenti Pigna\| Arbitro: \| Calcagno (Nichelino) \| |
| Arbitro:                                      | Calcagno (Nichelino) |       |       |                                                                    |

| Arbitro: | Cavuoti (Vasto) |

|                         |           |             |
| Guatteo 56’ M. Sala 57’ | Marcatori | 20’ Benfari |

| Arbitro: | Lion (Padova) |

|             |           |                                |
| Bonazzi 38’ | Marcatori | 39’ (rig.) Vincioni 89’ Scalzo |

| Siena 5 ottobre 1997 6ª giornata | Siena                     | 0 – 0 | Lecco | Stadio Artemio Franchi\| Arbitro: \| Sciamanna (Ascoli Piceno) \| |
| Arbitro:                         | Sciamanna (Ascoli Piceno) |       |       |                                                                   |

| Arbitro: | Pascariello (Lecce) |

|             |           |              |
| Bonazzi 37’ | Marcatori | 24’ Serafini |

| Fiorenzuola d'Arda 19 ottobre 1997 8ª giornata | Fiorenzuola   | 0 – 0 | Lecco | Stadio Comunale\| Arbitro: \| Ciampi (Pisa) \| |
| Arbitro:                                       | Ciampi (Pisa) |       |       |                                                |

| Arbitro: | Castellani (Verona) |

|                    |           |  |
| Bonazzi 82’ (rig.) | Marcatori |  |

| Arbitro: | Cossero (Udine) |

|            |           |                         |
| Solari 71’ | Marcatori | 13’ M. Sala 90’ Bonazzi |

| Arbitro: | Pirrone (Messina) |

|                                                     |           |  |
| Donà 13’ Maffioletti 47’ Nitti 53’ Faini 90’ (rig.) | Marcatori |  |

| Arbitro: | Guiducci (Arezzo) |

|                        |           |                |
| M. Sala 5’ Bonazzi 52’ | Marcatori | 43’ S. Melotti |

| Arbitro: | Battaglia (Messina) |

|                     |           |                                      |
| F. Rossi 76’ (rig.) | Marcatori | 67’ Saudati 74’ Tagliani 89’ Orlando |

| Arbitro: | Manari (Teramo) |

|  |           |                        |
|  | Marcatori | 7’ Lorenzi 45’ Lorieri |

| Arbitro: | Cavuoti (Vasto) |

|                      |           |                         |
| Masi 25’ Corradi 62’ | Marcatori | 65’ M. Sala 83’ Saudati |

| Arbitro: | Ferrarini (Parma) |

|              |           |             |
| Giaretta 66’ | Marcatori | 51’ Giraldi |

| Arbitro: | Lombardi (Lanciano) |

|                         |           |             |
| Pierotti 10’ Ciocci 33’ | Marcatori | 45’ M. Sala |

#### Girone di ritorno
| Arbitro: | Cavallaro (Legnago) |

|                    |           |              |
| Bonazzi 15’ (rig.) | Marcatori | 44’ Molinari |

| Arbitro: | Ambrosino (Torre del Greco) |

|  |           |              |
|  | Marcatori | 88’ Tagliani |

| Arbitro: | Ciulli (Roma) |

|  |           |             |
|  | Marcatori | 23’ Madonna |

| Carrara 8 febbraio 1998 21ª giornata | Carrarese       | 0 – 0 | Lecco | Stadio dei Marmi\| Arbitro: \| Cossero (Udine) \| |
| Arbitro:                             | Cossero (Udine) |       |       |                                                   |

| Arbitro: | Gabriele (Frosinone) |

|                                |           |  |
| Scalzo 45’ Vincioni 82’ (rig.) | Marcatori |  |

| Arbitro: | Cassarà (Palermo) |

|  |           |           |
|  | Marcatori | 1’ Mobili |

| Arbitro: | Fausti (Milano) |

|                                  |           |                                |
| Archetti 9’ (aut.) Mirabelli 74’ | Marcatori | 51’ Bonazzi 81’ (rig.) Saudati |

| Arbitro: | Pascariello (Lecce) |

|          |           |              |
| Oddo 90’ | Marcatori | 89’ Micciola |

| Arbitro: | Battaglia (Messina) |

|               |           |  |
| Comandini 78’ | Marcatori |  |

| Arbitro: | Strocchia (Nola) |

|                                |           |              |
| Bonazzi 27’ (rig.) Colombo 36’ | Marcatori | 13’ Mandelli |

| Arbitro: | Baglioni (Prato) |

|             |           |  |
| Bonazzi 62’ | Marcatori |  |

| Arbitro: | Vittoria (Napoli) |

|  |           |                         |
|  | Marcatori | 29’ Saudati 83’ Orlando |

| Lecco 19 aprile 1998 30ª giornata | Lecco             | 0 – 0 | Como | Stadio Mario Rigamonti\| Arbitro: \| Pirrone (Messina) \| |
| Arbitro:                          | Pirrone (Messina) |       |      |                                                           |

| Arbitro: | Bernabini (Roma) |

|                                      |           |                    |
| En. Sala 44’ (rig.) Falco 90’ (rig.) | Marcatori | 86’ (rig.) Saudati |

| Arbitro: | Nigro (Torre del Greco) |

|             |           |               |
| Saudati 72’ | Marcatori | 33’ Cimarelli |

| Arbitro: | Silvestrini (Macerata) |

|                              |           |                  |
| Giraldi 10’, 83’ Fantini 58’ | Marcatori | 37’, 83’ Saudati |

| Arbitro: | Cecotti (Udine) |

|  |           |                      |
|  | Marcatori | 90’ (rig.) Mazzucato |

## Coppa Italia

### Girone B
| Arbitro: | Raccichini (Voghera) |

|                                  |           |             |
| Bogdanov 13’ Archetti 46’ (aut.) | Marcatori | 56’ Damiani |

| 24 agosto 1997 2ª giornata |  | – Turno di riposo Lecco |  |  |

| Arbitro: | Manganelli (Milano) |

|                                     |           |                |
| Mau. Sala 26’ Adamo 54’ Bonazzi 71’ | Marcatori | 20’ Provenzano |

| Arbitro: | Ferrarini (Parma) |

|                                      |           |               |
| Mass. Sala 45’ Possanzini 64’ (rig.) | Marcatori | 87’ Sensibile |

| Arbitro: | Belloli (Bergamo) |

|                                |           |                                 |
| Bonazzi 73’ (rig.) Damiani 75’ | Marcatori | 23’ G. Spinelli 50’, 56’ Lugnan |